# Jan Herget
Jan Herget (16. března 1945 Praha – 14. března 2019 Praha) byl český vědec a vysokoškolský pedagog, fyziolog, zaměřený na fyziologii a patologii dýchání. Patřil k zakladatelům 2. lékařské fakultě Univerzity Karlovy. Zabýval se fyziologií, konkrétně výzkumem plicní cirkulace.

## Životopis
Během vysokoškolského studia mezi lety 1962–1968 se krátce zabýval fyziologií v rámci tělovýchovného lékařství. Od roku 1964 se začal věnovat studiu patologické fyziologie, když přestoupil na Ústav patologické fyziologie, vedený Otakarem Poupou. Promoval v roce 1968. Inspirací pro budoucí vědeckou činnost byl Otakar Poupa, který záhy emigroval, ale také Jiří Křeček a jeho práce. Pod vedením Františka Palečka využil svých dosavadních zkušeností a jeho celoživotním tématem se stala plicní cirkulace.
Absolvoval studijní pobyt v Sheffieldu za podpory nadace Wellcome Trust. Stipendium Francis B. Perker Fellow mu umožnilo koncem sedmdesátých let dvacátého století roční pobyt v na Sheffieldské univerzitě v Anglii.
V letech 1982–1983 se věnoval výzkumu plicní cirkulace v Cardiovascular and Pulmonary Research Lab (Kardiovaskulární plicní výzkumná laboratoř) na University of Colorado v Denveru. 
V roce 1990 byl jmenován profesorem fyziologie a patologické fyziologie. V témže roce založil Ústav fyziologie 2. lékařské fakulty Univerzity Karlovy, který vedl do roku 2014.
Po listopadu 1989 působil opakovaně jako proděkan pro vědu a zahraniční spolupráci. V roce 1990 založil a do roku 2014 vedl Ústav fyziologie 2. lékařské fakulty Univerzity Karlovy. Během devadesátých let dvacátého století působil v Akademickém senátu Univerzity Karlovy.

## Vědecká práce
Mezi jeho hlavní vědecké přínosy patří objev celoživotního ovlivnění plicní cirkulace nedostatkem kyslíku v době narození a zásadní podíl oxidačního stresu na patofyziologii plicní hypertenze, také výsledky výzkumu o roli modifikace pojivové složky cévní stěny při plicní hypertenzi a roli kyslíkových radikálů, oxidu dusnatého a jeho metabolitů a alveolárních makrofágů a žírných buněk.

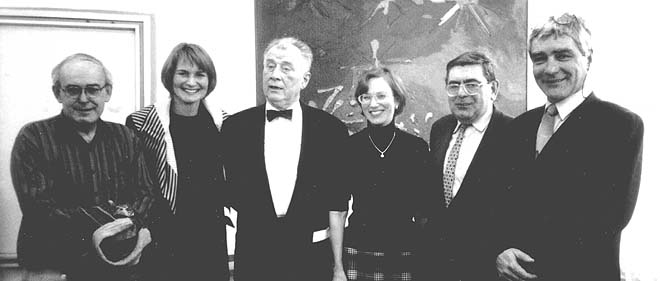
Kolegium děkana 2.LF UK prof. Kouteckého (zleva): prof. MUDr. Jan Herget, DrSc., doc. MUDr. Jana Hercogová, CSc., prof. MUDr. Josef Koutecký, DrSc., doc. MUDr. Jiiřina Bartůňková, DrSc., prof. RNDr. Václav Pelouch, CSc., prof. MUDr. Jiiří Šnajdauf, DrSc.

Významný je jeho podíl na vzniku mechanismu péče o doktorandy biomedicínských oborů pražských fakult Univerzity Karlovy, který pod názvem Doktorské studijní programy biomedicíny propojil tři pražské lékařské fakulty s Přírodovědeckou fakultou Univerzity Karlovy, relevantními pracovišti Akademie věd České republiky a dalšími odbornými ústavy.

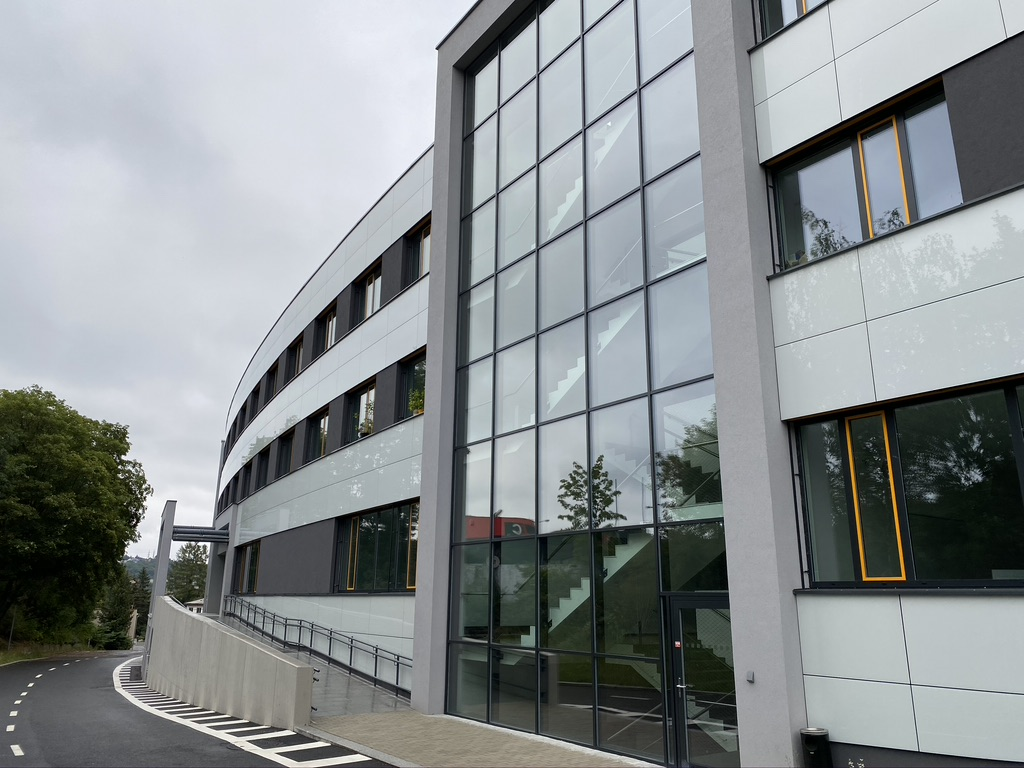
Nový kampus UK 2.LF pro preklinické obory v Praze-Motole,2022.

Jan Herget se také podílel na vzniku Grantové agentury ČR. V první polovině devadesátých let dvacátého století aktivně pracoval ve výboru Evropské společnosti fyziologie a patologie dýchání, před její fúzí do Evropské respirační společnosti.
Společně s Jiřím Widimským (31. března 1925 – 12. listopadu 2020) patřil k hlavním organizátorům čtyř mezinárodních konferencí „Pulmonary Circulation“ v Praze, poslední se uskutečnila v roce 1999. 

### Ocenění
- 2001 – Cena za nejlepší vědeckou publikaci České lékařské společnosti J. E. Purkyně za rozsáhlý přehledový text o roli oxidu dusnatého v patogenezi plicní hypertenze[10]
- 2011 – Cena Roberta F. Growera Americké hrudní společnosti[15]

### Poselství
| „ | Mně doopravdy jde hodně o to, aby si tato fakulta ponechala to, čemu se říká vývojový aspekt. Aby nebyla pediatrická v tom smyslu, že dělá jenom dětské lékaře. Aby si nechala vztah k vývoji, vztah k dětem a i vztah k pediatrii. Abychom byli odlišní v tom, že umíme nejenom dospělého, teď právě když onemocněl, ale že naši studenti umějí pohlížet na nemoc v konsekvencích vývoje jedince. Aby si fakulta ve vědě, ve výuce mediků, ve všem svém činění nechala ono důležité pochopení individuálního vývoje jedince. To myslím, že je hrozně důležité a bylo by fajn, kdyby se nám to povedlo. | “ |